# ヨーゼフ・ゲルトナー

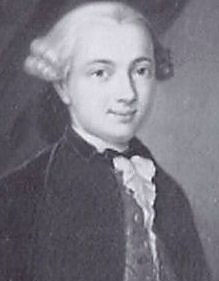
ヨーゼフ・ゲルトナー

ヨーゼフ・ゲルトナー（Joseph Gärtner, 1732年3月12日 - 1791年7月14日）はドイツの植物学者、医師。

## 生涯
ドイツ南西部のカルフで生まれた。テュービンゲン大学、ゲッティンゲン大学で医学を学んだ。卒業後、オランダ、フランス、イタリア、イギリスなどの各地の博物学者の元を訪れた。1760年から、テュービンゲン大学の解剖学の教授、1768年からサンクトペテルブルクの植物園の植物学の教授、および植物園長を務めたが、厳しい気候が合わず、1770年代初めにはカルフに戻った。1770年頃から執筆を始めた『植物の果実と種子』は、顕微鏡も用いられ、1,000以上の種の正確な記述がなされ、180の銅版図が添付された。ゲルトナーは研究によって視力を殆ど失いながら執筆を続けた。テュービンゲンで没した。
アカネ科の、ガエルトネラ属 (Gaertnera) に命名されている。息子のカール・ゲルトナーも植物学者となった。

## 著書
- De fructibus et seminibus plantarum. 2 Bde. (Stuttgart, Tübingen 1789 - 1791) Digitalisat in Google Books